# Campionat del món d'escacs de 1963
Al campionat del món d'escacs de 1963 Tigran Petrossian es va classificar ajustadament per a desafiar a Mikhaïl Botvínnik pel títol, i va guanyar el matx final, per esdevenir el novè campió del món. El cicle és especialment recordat per la controvèrsia al voltant del torneig de Candidats a Curaçao el 1962, en què la FIDE va canviar el format del torneig a una sèrie d'eliminatòries.

## Estructura
El cicle del campionat del món va estar sota jurisdicció de la FIDE, la Federació Internacional d'Escacs, que va decidir l'estructura per decidir el cinquè campió del món el 1959 en el Congrés de la FIDE a Luxemburg. El cicle va començar amb un torneig zonal el 1960. Els primers classificats de cada zonal es reunirien a l'Interzonal, i els sis primers jugadors classificats a l'Interzonal, estarien classificats pel Torneig de Candidats, on s'hi afegirien Mikhail Tal (perdedor del Campionat del món de 1961) i Paul Keres (provinent del torneig de candidats del 1959). Els vuit jugadors completarien el torneig de candidats del 1962. El guanyador del torneig de candidats estaria classificat per jugar el campionat del món contra el vigent campió, Mikhaïl Botvínnik, el 1963.

## Torneigs Zonals
La FIDE tenia més de cinquanta federacions membres dividides en nou zones: 1–Europa occidental, 2–Europa central, 3–Europa oriental, 4–Unió Soviètica, 5–Estats Units, 6–Canadà, 7–Amèrica Central, 8-Amèrica del Sud i 9–Àsia. En l'anterior cicle del campionat del món només es varen fer vuit zones. Cada zona es va assignar les places classificatòries d'una a quatre, segons la força relativa dels seus principals jugadors.

### Zona 1 (Europa occidental)
El Zonal va tenir lloc a Madrid, amb Jan Hein Donner (Països Baixos), Svetozar Gligorić (Iugoslàvia), Arturo Pomar (Espanya), i Lajos Portisch (Hongria) tots quatre empatant en el primer lloc amb 10½/15. Un play-off a Madrid va determinar que es classifiquessin Gligorić, Pomar i Portisch.

### Zona 2 (Europa central)
El Zonal va tenir lloc a Berg en Dal, Països Baixos. A causa de la tensió política de la Guerra freda, Wolfgang Uhlmann (Alemanya Oriental) va refusar el visat, causant la retira de jugadors de Bulgària, Txecoslovàquia, Hongria, Polònia i Iugoslàvia. Els guanyadors del disminuït torneig varen ser en primer lloc Friðrik Ólafsson (Islàndia) amb 7½/9 i empatats al segon lloc Andreas Dückstein (Àustria) i Rudolf Teschner (Alemanya Occidental) amb 7. El torneig Zonal es va tornar a jugar l'estiu del 1961 a Mariánské Lázně, Txecoslovàquia, amb Ólafsson, Miroslav Filip (Txecoslovàquia) i Uhlmann com a classificats. En el congrés del 1961 a Sofia, la FIDE va decidir que deixaria que Dückstein i Teschner juguessin un matx per una plaça a l'Interzonal. Amb el matx empatat a 3–3, Dückstein es va retirar per donar la qualificació final a Teschner.

### Zona 3 (Europa oriental)
El Zonal va tenir lloc a Budapest, amb Gedeon Barcza (Hongria) acabant primer amb 10½/15, seguit de Mario Bertok (Iugoslàvia), István Bilek (Hongria), Aleksandar Matanović (Iugoslàvia) i Theo van Scheltinga varen empatar en segon lloc amb 10 punts. Un play-off entre els quatre que acabaren en segon lloc a Berg en Dal va acabar amb Bilek campió amb 3½ punts, Bertok i Matanović 3 punts i von Scheltinga amb 2½ punts. Un desempat artificial va col·locar Bertok per sobre de Matanović, cosa que deixà Barcza, Bilek i Bertok com a classificats per l'Interzonal.

### Zona 4 (Unió Soviètica)
Tot i que la FIDE va assignar a la Unió Soviètica quatre llocs de classificació, la Zona 4 va ser la zona més dura per a classificar-se. Anteriorment el 1961, el Campionat de la Unió Soviètica va ser el torneig zonal. Tigran Petrossian va guanyar el torneig amb 13½/19, i els restants classificats foren Víctor Kortxnoi amb 13 punts i Iefim Hèl·ler i Leonid Stein amb 12 punts. Jugadors notables que no es varen classificar en aquesta zona foren l'excampió del món Vassili Smislov amb 11 punts, l'excandidat a campió del món David Bronstein amb 9, i Borís Spasski amb 11, Iuri Averbakh amb 10½, Mark Taimanov amb 10, i Issaak Boleslavski amb 9. La Federació de la Unió Soviètica va intentar sense èxit en el Congrés de la FIDE el 1961 donar a Smislov una plaça a l'Interzonal.

### Zona 5 (Estats Units)
La Federació d'Escacs dels Estats Units va designar el campionat dels Estats Units del 1960 com a torneig zonal. Els primers classificats del torneig varen ser Bobby Fischer amb 9/11, William Lombardy amb 7, Raymond Weinstein amb 6½ i Arthur Bisguier, Samuel Reshevsky i James Sherwin amb 6. La Zona 5 permetia la classificació de tres jugadors, però la manca de veritables professionals d'escacs als Estats Units, a part de Fischer, en gran manera es va veure afectada alhora d'enviar jugadors a l'Interzonal. Lombardy estava en un seminari i es trobava massa ocupat per jugar, i Weinstein també estava ocupat en els seus estudis. Reshevsky va declinar un lloc per l'Interzonal, i Sherwin no podia obtenir més temps de la seva feina per a participar-hi. Fischer i Bisguier varen guanyar els dos primers llocs, i Pal Benko va ser nominat per ocupar la posició restant.

### Zona 6 (Canadà)
Daniel Yanofsky, un excampió canadenc i campió britànic va ser l'únic classificat.

### Zona 7 (Amèrica central)
Zona 7 comprenia l'Amèrica Central i part del nord de l'Amèrica del Sud. Miguel Cuéllar (Colòmbia) es va classificar en el zonal de Caracas.

### Zona 8 (Amèrica del Sud)
Els finalistes de la zonal de São Paulo foren Julio Bolbochán (Argentina) campió amb 13½/17, Samuel Schweber (Argentina) segon amb 13 i Eugênio German (Brasil), Rodrigo Flores (Xile) i Bernardo Wexler empatats en tercera posició amb 11½. Després d'un play-off pel tercer lloc, els classificats per l'Interzonal foren Bolbochan, Schweber i German.

### Zona 9 (Àsia)
La Zona 9 va incloure Àsia (excepte la Unió Soviètica) i el Pacífic, i va ser subdividit en dues subzones. El torneig de la subzona del sud-est d'Àsia i Pacífic va tenir lloc a Sydney, amb C. J. S. Purdy com a guanyador.
Com que el torneig de la subzona de l'Àsia central i de l'oest a Madràs només hi havia dos jugadors, va ser decidit en un matx. Manuel Aaron (Índia) va derrotar Sukien Momo (Mongolia) 3–1. Aaron es va classificar guanyant Purdy per 3–0 en la final del Zonal que es va fer a Madras.

## Interzonal
El cinquè Interzonal va ser planificat per a jugar als Països Baixos el 1961, però els patrocinadors no podien garantir que els visats es poguessin obtenir per a tots els participants. Posteriorment es van fer esforços per jugar a Moscou, i després a Madrid, però aquests acords també varen fracassar. Finalment l'Interzonal es va jugar a Estocolm sota el patrocini directe de la FIDE, del 26 de gener al 8 de març del 1962. El torneig round-robin de 23 jugadors el va guanyar de manera convincent el nord-americà de 18 anys Bobby Fischer amb 17½ punts de 22 (13 victòries, 9 empats, sense cap derrota), amb un avantatge de 2½ punts al segon classificat. Els següents quatre classificats varen ser els soviètics Tigran Petrossian i Iefim Hèl·ler, amb 15 punts, i el soviètic Victor Korchnoi i Miroslav Filip de Txecoslovàquia amb 14 punts.
Per al sisè i últim lloc de classificació hi va haver un triple empat en 13½ punts. Leonid Stein (Unió Soviètica), Pal Benko (Estats Units) i Svetozar Gligorić (Iugoslàvia) varen jugar un torneig round-robin a doble volta que va estar dominat per Stein i Benko. Encara que Stein va guanyar, una norma aprovada el 1959 no permetia que més de tres jugadors d'una sola federació poguessin classificar-se en l'Interzonal. Stein podria haver jugat en el torneig de Candidats només si un dels altres classificats de la Unió Soviètica (Hèl·ler, Petrossian o Korchnoi) no poguessin participar. Amb l'exclusió de Stein, Benko va pendre la darrera plaça pel Torneig de Candidats.

### Classificació
Jugadors en negreta es classifiquen per al Torneig de Candidats, juntament amb caps de sèrie Mikhail Tal i Paul Keres.
|    |                   | 1 | 2 | 3 | 4 | 5 | 6 | 7 | 8 | 9 | 10 | 11 | 12 | 13 | 14 | 15 | 16 | 17 | 18 | 19 | 20 | 21 | 22 | 23 | W  | D  | L  | Total | Posició |
| -- | ----------------- | - | - | - | - | - | - | - | - | - | -- | -- | -- | -- | -- | -- | -- | -- | -- | -- | -- | -- | -- | -- | -- | -- | -- | ----- | ------- |
| 1  | Bobby Fischer     | – | ½ | ½ | 1 | ½ | ½ | ½ | ½ | ½ | 1  | ½  | 1  | 1  | 1  | 1  | 1  | 1  | 1  | 1  | 1  | ½  | 1  | 1  | 13 | 9  | 0  | 17½   | 1       |
| 2  | Iefim Hèl·ler     | ½ | – | ½ | ½ | ½ | ½ | 1 | 1 | 1 | 1  | 0  | ½  | 1  | ½  | 1  | 1  | 1  | ½  | ½  | ½  | 1  | 0  | 1  | 10 | 10 | 2  | 15    | 2–3     |
| 03 | Tigran Petrossian | ½ | ½ | – | ½ | ½ | ½ | ½ | ½ | ½ | ½  | 1  | 1  | ½  | ½  | 1  | ½  | ½  | 1  | 1  | 1  | 1  | ½  | 1  | 8  | 14 | 0  | 15    | 2–3     |
| 04 | Víktor Kortxnoi   | 0 | ½ | ½ | – | 1 | ½ | ½ | ½ | ½ | 0  | 1  | 1  | ½  | 1  | 1  | ½  | ½  | 1  | ½  | 1  | 1  | 0  | 1  | 9  | 10 | 3  | 14    | 4–5     |
| 05 | Miroslav Filip    | ½ | ½ | ½ | 0 | – | ½ | ½ | 1 | 0 | ½  | ½  | ½  | 1  | 1  | ½  | ½  | 1  | ½  | 1  | ½  | 1  | 1  | 1  | 8  | 12 | 2  | 14    | 4–5     |
| 06 | Svetozar Gligorić | ½ | ½ | ½ | ½ | ½ | – | ½ | 0 | ½ | ½  | ½  | 1  | ½  | 1  | 0  | 1  | 1  | ½  | ½  | 1  | ½  | 1  | 1  | 7  | 13 | 2  | 13½   | 6–8     |
| 07 | Pal Benko         | ½ | 0 | ½ | ½ | ½ | ½ | – | ½ | 1 | ½  | ½  | 0  | ½  | ½  | 1  | 1  | 0  | 1  | 1  | 1  | ½  | 1  | 1  | 8  | 11 | 3  | 13½   | 6–8     |
| 08 | Leonid Stein      | ½ | 0 | ½ | ½ | 0 | 1 | ½ | – | 0 | 1  | ½  | 0  | 1  | ½  | ½  | 1  | 1  | ½  | ½  | 1  | 1  | 1  | 1  | 9  | 9  | 4  | 13½   | 6–8     |
| 09 | Wolfgang Uhlmann  | ½ | 0 | ½ | ½ | 1 | ½ | 0 | 1 | – | 0  | 1  | 1  | ½  | 0  | 1  | 1  | 0  | 1  | 1  | 1  | 0  | 1  | 0  | 10 | 5  | 7  | 12½   | 9–10    |
| 10 | Lajos Portisch    | 0 | 0 | ½ | 1 | ½ | ½ | ½ | 0 | 1 | –  | ½  | ½  | ½  | ½  | ½  | 1  | 1  | 1  | 0  | 1  | 1  | 1  | 0  | 8  | 9  | 5  | 12½   | 9–10    |
| 11 | Arturo Pomar      | ½ | 1 | 0 | 0 | ½ | ½ | ½ | ½ | 0 | ½  | –  | ½  | 0  | 0  | 1  | ½  | 1  | ½  | 1  | ½  | 1  | 1  | 1  | 7  | 10 | 5  | 12    | 11–12   |
| 12 | Friðrik Ólafsson  | 0 | ½ | 0 | 0 | ½ | 0 | 1 | 1 | 0 | ½  | ½  | –  | ½  | 0  | ½  | ½  | ½  | 1  | 1  | 1  | 1  | 1  | 1  | 8  | 8  | 6  | 12    | 11–12   |
| 13 | Julio Bolbochán   | 0 | 0 | ½ | ½ | 0 | ½ | ½ | 0 | ½ | ½  | 1  | ½  | –  | ½  | ½  | ½  | 1  | ½  | 1  | ½  | ½  | 1  | 1  | 5  | 13 | 4  | 11½   | 13      |
| 14 | Gedeon Barcza     | 0 | ½ | ½ | 0 | 0 | 0 | ½ | ½ | 1 | 1  | 1  | 1  | ½  | –  | ½  | ½  | ½  | ½  | ½  | ½  | 1  | 0  | 1  | 5  | 12 | 5  | 11    | 14–15   |
| 15 | István Bilek      | 0 | 0 | 0 | 0 | ½ | 1 | 0 | ½ | 0 | ½  | 0  | ½  | ½  | ½  | –  | ½  | 1  | ½  | 1  | 1  | 1  | 1  | 1  | 7  | 8  | 7  | 11    | 14–15   |
| 16 | Arthur Bisguier   | 0 | 0 | ½ | ½ | ½ | 0 | 0 | 0 | 0 | 0  | ½  | ½  | ½  | ½  | ½  | –  | ½  | ½  | 1  | ½  | 1  | 1  | 1  | 4  | 11 | 7  | 9½    | 16      |
| 17 | Daniel Yanofsky   | 0 | 0 | ½ | ½ | 0 | 0 | 1 | 0 | 1 | 0  | 0  | ½  | 0  | ½  | 0  | ½  | –  | ½  | 1  | ½  | ½  | 0  | ½  | 3  | 9  | 10 | 7½    | 17–18   |
| 18 | Mario Bertok      | 0 | ½ | 0 | 0 | ½ | ½ | 0 | ½ | 0 | 0  | ½  | 0  | ½  | ½  | ½  | ½  | ½  | –  | ½  | 0  | ½  | 1  | ½  | 1  | 13 | 8  | 7½    | 17–18   |
| 19 | Eugenio German    | 0 | ½ | 0 | ½ | 0 | ½ | 0 | ½ | 0 | 1  | 0  | 0  | 0  | ½  | 0  | 0  | 0  | ½  | –  | ½  | ½  | 1  | 1  | 3  | 8  | 11 | 7     | 19–20   |
| 20 | Samuel Schweber   | 0 | ½ | 0 | 0 | ½ | 0 | 0 | 0 | 0 | 0  | ½  | 0  | ½  | ½  | 0  | ½  | ½  | 1  | ½  | –  | 1  | ½  | ½  | 2  | 10 | 10 | 7     | 19–20   |
| 21 | Rudolf Teschner   | ½ | 0 | 0 | 0 | 0 | ½ | ½ | 0 | 1 | 0  | 0  | 0  | ½  | 0  | 0  | 0  | ½  | ½  | ½  | 0  | –  | 1  | 1  | 3  | 7  | 12 | 6½    | 21      |
| 22 | Miguel Cuéllar    | 0 | 1 | ½ | 1 | 0 | 0 | 0 | 0 | 0 | 0  | 0  | 0  | 0  | 1  | 0  | 0  | 1  | 0  | 0  | ½  | 0  | –  | ½  | 4  | 13 | 15 | 5½    | 22      |
| 23 | Manuel Aaron      | 0 | 0 | 0 | 0 | 0 | 0 | 0 | 0 | 1 | 1  | 0  | 0  | 0  | 0  | 0  | 0  | ½  | ½  | 0  | ½  | 0  | ½  | –  | 2  | 4  | 16 | 4     | 23      |

|   |                   | 1   | 2   | 3   | Total |
| - | ----------------- | --- | --- | --- | ----- |
| 1 | Leonid Stein      | x x | ½ ½ | 1 1 | 3/4   |
| 2 | Pal Benko         | ½ ½ | x x | 1 – | 2/3   |
| 3 | Svetozar Gligorić | 0 0 | 0 – | x x | 0/3   |

## Torneig de Candidats
El torneig de candidats va ser jugat amb vuit jugadors, torneig quadruple per round-robin a Curaçao el 1962. Els contrincants varen ser molt semblant els que es varen donar cita el torneig de candidats del 1959 a Iugoslàvia, amb Mikhaïl Tal (Unió Soviètica), Paul Keres (Unió Soviètica), Tigran Petrossian (Unió Soviètica), Bobby Fischer (Estats Units) i Pal Benko (Estats Units) com a jugadors que repeteien. Els tres nous jugadors varen ser Iefim Hèl·ler (Unió Soviètica), Miroslav Filip (Txecoslovàquia) i Víktor Kortxnoi (USSR), una plaça per l'excampió Vassili Smislov (Unió Soviètica), Svetozar Gligorić (Iugoslàvia) i Friðrik Ólafsson (Islàndia). Només Kortxnoi era realment nou en aquest nivell de competició, ja que Hèl·ler ja va ser candidat a Zuric el 1953 i Filip a Amsterdam el 1956.

### Prediccions abans del torneig
Els favorits eren Tal (campió del món recentment destronat) i Fischer, basat en la demostració de poder vist a l'Interzonal. Petrossian havia estat aspirant al títol fins al 1953, però tenia reputació de fer taules en massa partides, i no estava clar si la seva tendència a mig puntuar podria impedir que obtingués la victòria. Amb 46 anys, Keres era el més gran de tots els jugadors del torneig. Tot i que el veterà del torneig jugava des del Torneig AVRO del 1938, va fer pensar a més d'un que aquesta podria ser la seva última oportunitat pel títol de campió del món. (Més endavant però Keres va tenir una altra oportunitat pel títol el 1965, però de nou no va tenir moltes possibilitats). Encara que Kortxnoi ja havia establert un rècord dominant sobre Tal (cinc victòries, cap derrota en el moment del torneig), tant ell com Hèl·ler tenien estils molt imaginatius i aventurers, que sovint els feien ficar en problemes i donaven resultats poc regulars. Filip havia estat malalt i no havia jugat molts esdeveniments importants entre 1958 i 1960, i tenia la reputació de ser un jugador sòlid que signava moltes taules. Benko no era un jugador d'escacs professional a temps complet (treballava com un corredor d'inversions a Nova York), que li limitava les seves oportunitats de jugar contra openents Grans Mestres forts. A més, la seva tendència a ficar-se en problemes de temps també pesava alhora de tenir alguna possibilitat.

### Resultats
Els favorits del torneig eren Tal i Fischer, però Tal va perdre les tres primeres partides i Fischer va perdre les dues primeres, la qual cosa va significar un impredictible torneig. Mikhaïl Tal tenia mala salut, i es va haver de retirar després de la tercera dels quatre cicles, i va ser hospitalitzat amb problemes renals.
Kortxnoi va pendre el liderat, puntuant 5/7 en el primer cicle, per davant de Petrossian, Hèl·ler i Keres amb 4 punts. Però en la dotzena ronda, Kortxnoi va errar contra Fischer en una posició guanyadora i va perdre, i aviat va perdre quatre partides seguides. El torneig va esdevenir una competició de tres: Petrossian, Keres i Hèl·ler. Amb dues rondes per acabar Petrossian i Keres compartien el liderat, però Keres inexplicablement va perdre en la penúltima ronda contra Benko. Petrossian, que va fer taules en les seves darreres cinc partide del torneig, va emergir com a guanyador.
Petrossian va fer 17½ punts de 27, mig punt per davant de Keres i Hèl·ler. Fischer va acabar quart amb 14 punts, seguit de Korchnoi (13½), Benko (12), Filip (7) i Tal (7 de 21 partides jugades). Atès que les normes del campionat donen automàticament una plaça pel següent cicle de Torneig de Candidats, els subcampions Keres i Hèl·ler varen jugar un matx per determinar el segon lloc. Keres va guanyar el play-off de Moscou el 1962 per 4½ a 3½ i per guanyar un lloc en el Torneig de Candidats del 1965.
|    |                   | PET  | KER  | GEL  | FIS  | KOR  | BEN  | TAL  | FIL  | Total |
| -- | ----------------- | ---- | ---- | ---- | ---- | ---- | ---- | ---- | ---- | ----- |
| 1  | Tigran Petrossian | –    | ½½½½ | ½½½½ | ½1½½ | ½½11 | ½½1½ | 11½− | ½11½ | 17½   |
| 2= | Paul Keres        | ½½½½ | –    | ½½½½ | 0½1½ | ½½1½ | 1110 | 1½1− | ½11½ | 17    |
| 2= | Iefim Hèl·ler     | ½½½½ | ½½½½ | –    | 11½0 | ½½1½ | ½½½1 | ½11− | ½11½ | 17    |
| 4  | Bobby Fischer     | ½0½½ | 1½0½ | 00½1 | –    | 010½ | 01½1 | ½1½− | 1½1½ | 14    |
| 5  | Víktor Kortxnoi   | ½½00 | ½½0½ | ½½0½ | 101½ | –    | ½½½0 | 10½− | 1111 | 13½   |
| 6  | Pal Benko         | ½½0½ | 0001 | ½½½0 | 10½0 | ½½½1 | –    | 10½− | 011½ | 12    |
| 7= | Mikhaïl Tal       | 00½− | 0½0− | ½00− | ½0½− | 01½− | 01½− | –    | 10½− | 7     |
| 7= | Miroslav Filip    | ½00½ | ½00½ | ½00½ | 0½0½ | 0000 | 100½ | 01½− | –    | 7     |
|               | 1 | 2 | 3 | 4 | 5 | 6 | 7 | 8 | Total |
| ------------- | - | - | - | - | - | - | - | - | ----- |
| Iefim Hèl·ler | ½ | ½ | 0 | ½ | ½ | 1 | ½ | 0 | 3½    |
| Paul Keres    | ½ | ½ | 1 | ½ | ½ | 0 | ½ | 1 | 4½    |

### Les acusacions de col·lusió
Allò que va fer famós aquest torneig i molt sovint discutit var ser les acusacions de col·lusió dels soviètics. Els tres primers classificats (Petrossian, Hèl·ler i Keres) varen entaular totes les dotze partides que varen jugar entre ells, en una mitjana de només dinou moviments.
Tan bon punt el torneig va acabar, Fischer va acusar públicament que els soviètics varen pactar per prevenir que cap jugador no soviètic pogués guanyar, especialment ell. Les seves acusacions varen ser dues: primer, que Petrossian, Hèl·ler i Keres havien arrenjat taules a totes les seves partides; i segon, que Kortxnoi havia estat instruït per perdre contra ells.
La primera de les acusacions, el del pacte de les taules, ha estat assumit sovint que fou així. Tots tres jugadors ho taparen fins a la seva mort, però Iuri Averbakh, que va ser cap de l'equip soviètic, digué en una entrevista el 2002, que Keres era gran d'edat i volia conservar energia, i que Petrossian i Hèl·ler vaen ser molt bons amics amb una llarga història de taules entres ells.
La segona acusació, la de Kortxnoi regalant partides, és molt més dubtosa. Kortxnoi va desartar de la Unió Soviètica el 1976, i mai va acusar que fou forçat a regalar partides. Kortxnoi va escriure també de la seva sorpresa en les taules ràpides. Per tant, aparentment només hi va haver un pacte de taules entre Petrossian, Keres i Hèl·ler, que era desconeguda fins i tot pel company soviètic Kortxnoi. L'altre punt en contra de la segona acusació, és que Fischer estava tan endarrerit a la classificació que no calia que Kortxnoi ragalés partides perquè un jugador soviètic pogués guanyar.
També hi va haver acusacions en el darrere i decisiva partida Benko-Keres, Petrossian i Hèl·ler (que eren bons amics) varen conspirar contra Keres per ajudar a Benko. Benko va escriure que Petrossian i Hèl·ler varen oferir per ajudar a analitzar a la posició d'ajornament, però va refusar l'oferta.

### Resposta a les acusacions
La Fedaració d'Escacs Internacional, FIDE, va respondre a les acusacions amb el canvi de format pels futurs torneigs de candidats. A partir del proper cicle (1966), el format round-robin seria reemplaçat per una sèrie de partides per eliminació (primer el millor de 10 quarts de final, el millor de 10 semifinals, a continuació, una final al millor de 12), per eliminar la possibilitat de col·lusió, pactes entre jugadors, que hi ha en un torneig round-robin.

## Encontre Botvínnik-Petrossian
Petrossian va perdre la primera partida del matx, jugat el 23 de març del 1963, però es va recuperar i va guanyar còmodament 12½–9½. Petrossian va guanyar cinc partides i Botvínnik va guanyar dues partides, i hi va haver quinze taules. La partida final, jugada el 20 de maig del 1963, va acabadar en taules, donant a Petrossian els 12½ punts que es requerien per guanyar el matx. Les regles del campionat varen ser canviades, a diferència dels anys 1957 i 1960, el perdedor no tenia opció a la revenja, però es classificava automàticament pel torneig de candidats. De totes maneres, Botvínnik va escollir de no exercir aquest dret i es va retirar de jugar el campionat, però no pas dels escacs competitius.
|                   | 1 | 2 | 3 | 4 | 5 | 6 | 7 | 8 | 9 | 10 | 11 | 12 | 13 | 14 | 15 | 16 | 17 | 18 | 19 | 20 | 21 | 22 | Total |
| ----------------- | - | - | - | - | - | - | - | - | - | -- | -- | -- | -- | -- | -- | -- | -- | -- | -- | -- | -- | -- | ----- |
| Mikhaïl Botvínnik | 1 | ½ | ½ | ½ | 0 | ½ | 0 | ½ | ½ | ½  | ½  | ½  | ½  | 1  | 0  | ½  | ½  | 0  | 0  | ½  | ½  | ½  | 9½    |
| Tigran Petrossian | 0 | ½ | ½ | ½ | 1 | ½ | 1 | ½ | ½ | ½  | ½  | ½  | ½  | 0  | 1  | ½  | ½  | 1  | 1  | ½  | ½  | ½  | 12½   |